# Сенінью
Арсеніу Родрігіш Жардім (порт. Arsénio Rodrigues Jardim), більш відомий як Сенінью (порт. Seninho, 1 червня 1949, Са-да-Бандейра — 4 липня 2020, Порту) — португальський футболіст, що грав на позиції нападника.
Виступав, зокрема, за «Порту» та «Нью-Йорк Космос», а також національну збірну Португалії.

## Клубна кар'єра
Народився в місті Са-да-Бандейра, Португальська Західна Африка (нині Лубанго, Ангола). У дорослому футболі дебютував 1969 року виступами за команду «Порту», в якій провів дев'ять сезонів, взявши участь у 114 матчах чемпіонату. З командою він став чемпіоном Португалії в 1978 році, а також виграв Кубок Португалії в 1977 році.
Згодом, у віці 29 років, Сенінью переїхав до Сполучених Штатів, де виступав п'ять років за зірковий «Нью-Йорк Космос», а потім ще два за «Чикаго Стінг», вигравши Північноамериканську футбольну лігу з обома командами.

## Виступи за збірну
7 квітня 1976 року дебютував в офіційних матчах у складі національної збірної Португалії в товариській грі проти Італії (1:3)
Загалом протягом кар'єри у національній команді, яка тривала 3 роки, провів у її формі 4 матчі.

## Смерть
Помер 4 липня 2020 року на 72-му році життя після надходження до університетського госпітального центру Сан-Жуана в Порту.

## Статистика виступів

### Статистика клубних виступів
| Сезон   | Команда                     | Чемпіонат | Чемпіонат | Чемпіонат |
| Сезон   | Команда                     | Ліга      | Ігор      | Голів     |
| ------- | --------------------------- | --------- | --------- | --------- |
| 1969–70 | «Порту»                     | ПД        | 18        | 6         |
| 1970–71 | «Порту»                     | ПД        | 1         | 0         |
| 1971–72 | «Порту»                     | ПД        | 15        | 0         |
| 1972–73 | «Порту»                     | ПД        | 0         | 0         |
| 1973–74 | «Порту»                     | ПД        | 0         | 0         |
| 1974–75 | «Порту»                     | ПД        | 7         | 0         |
| 1975–76 | «Порту»                     | ПД        | 25        | 10        |
| 1976–77 | «Порту»                     | ПД        | 26        | 4         |
| 1977–78 | «Порту»                     | ПД        | 29        | 4         |
|         | Усього за «Порту»           |           | 114       | 24        |
| 1978    | «Нью-Йорк Космос»           | NASL      | 5         | 0         |
| 1979    | «Нью-Йорк Космос»           | NASL      | 19        | 3         |
| 1980    | «Нью-Йорк Космос»           | NASL      | 14        | 2         |
| 1981    | «Нью-Йорк Космос»           | NASL      | 19        | 6         |
| 1982    | «Нью-Йорк Космос»           | NASL      | 1         | 0         |
|         | Усього за «Нью-Йорк Космос» |           | 58        | 9         |
| 1983    | «Чикаго Стінг»              | NASL      | 24        | 6         |
| 1984    | «Чикаго Стінг»              | NASL      | 23        | 8         |
|         | Усього за «Чикаго Стінг»    |           | 47        | 14        |

## Титули і досягнення
- Чемпіон Португалії (1):

«Порту»: 1977–78
- Володар Кубка Португалії (1):

«Порту»: 1976–77
- Переможець Північноамериканської футбольної ліги (4):

«Нью-Йорк Космос»: 1978, 1980, 1982
«Чикаго Стінг»: 1974